# Chiesa di Santa Maria in Piazza (Mogliano)

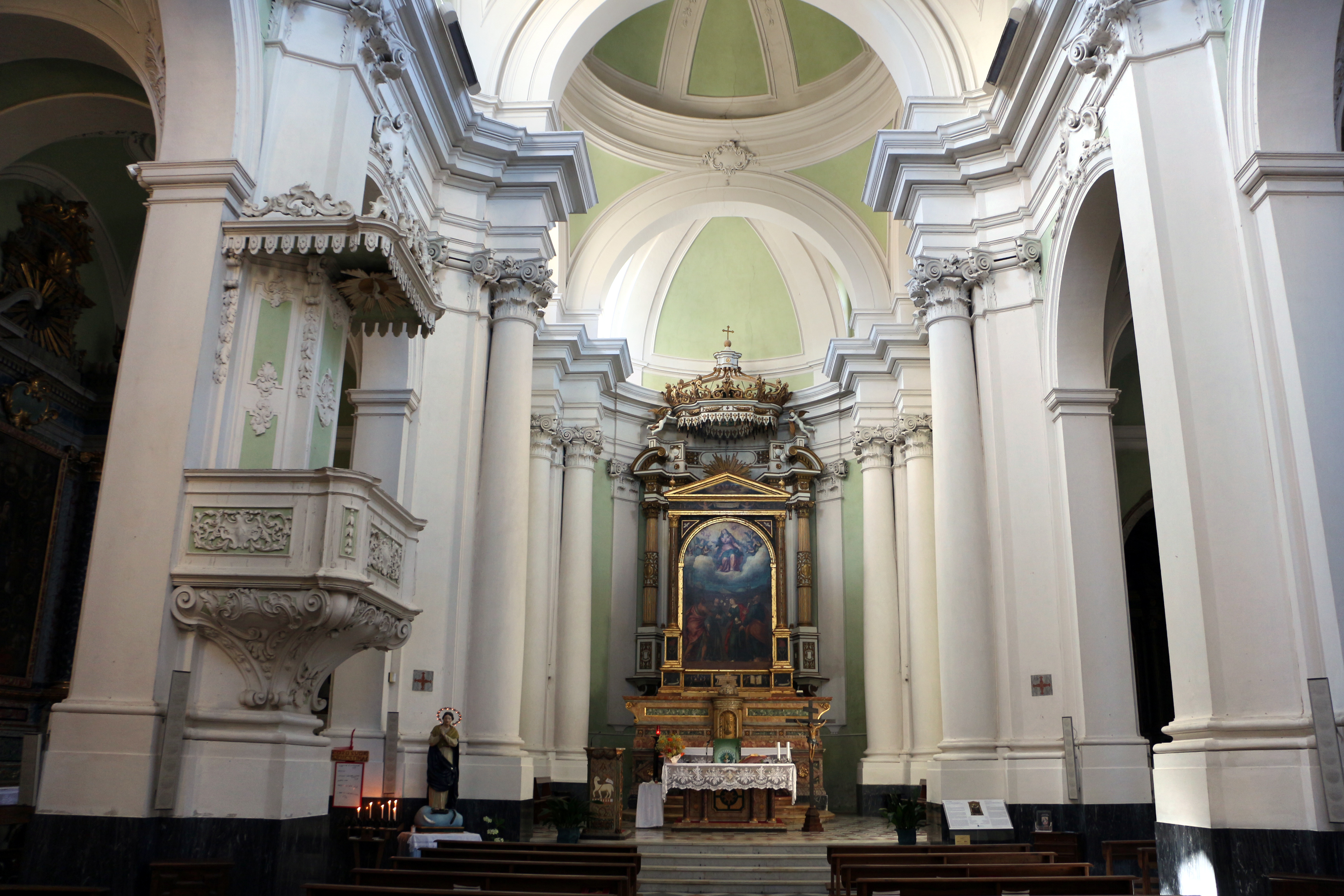
Interno della Chiesa

Il complesso Santa Maria in Piazza, e l'adiacente Oratorio della Madonna della Misericordia è un luogo di culto cattolico di rito romano situato in Via Roma 62, nel centro della città di Mogliano.

## Storia
La prima costruzione fu l’oratorio, eretto come ex voto al termine di un'epidemia di peste nel 1420. Poi, dal 1532 al 1542 la comunità gli eresse di fianco una chiesa più grande a navata unica e soffitto a cassettoni lignei. Mentre l’attuale chiesa, a tre navate con decorazione interna in stucco, fu completata nel 1774 su progetto di Giovanni Battista Rusca.
Infatti, nel XVIII secolo il paese si contraddistinse per un vero e proprio fermento di ricostruzione, strettamente correlato anche agli eventi sismici che si susseguirono nel 1703, nel 1729 e nel 1760. La riedificazione fu ampiamente sovvenzionata dai lasciti dei cittadini. C’è anche da annoverare che nel 1760 il venerabile Pietro Da Mogliano venne elevato al rango di Beato, portando ad una produzione cospicua di dipinti a lui collegati.
Al 1742 risalgono le prime notizie riguardo la volontà di costruire l’odierna struttura, quando venne proposto di acquistare i locali appartenenti alla famiglia Lauri adiacenti alla chiesa, eretta come detto nel XVI secolo. Il 20 Marzo 1743, quindi un anno dopo, i parroci di Mogliano attraverso il loro portavoce nella Congregazione dei vescovi, mons. Alessandro Borgia, testimoniano che la chiesa era ormai sufficiente solo per la metà della popolazione moglianese, calcolata in quel tempo a 3 000 abitanti.
Il 5 marzo 1750 a seguito del consiglio comunale, venne approvato il progetto del milanese Giambattista Ruschi.
Il giorno 8 settembre 1759 (ricorrenza della natività della Beata Vergine) venne posta la prima pietra. La chiesa venne consacrata nel 1774, dall’allora arcivescovo di Fermo Urbano Paracciani.
Dal 5 febbraio 1929, un contratto approvato dall’allora re Vittorio Emanuele III, la chiesa di S. M. di Piazza è stata ceduta e consegnata ad esclusivo uso parrocchiale acquisendo il titolo di parrocchia di S. Maria Assunta, titolo concesso nel 1730 alla chiesa matrice di S. Maria da Piedi. Nel 1951 fu trovata l'iscrizione da cui risulta che la costruzione fu diretta da A. Rusca da Lugano che coprì le volte del tetto nel 1769
Dopo esser stata chiusa per sette anni, per la condizione di inagibilità strutturale dovuta dal sisma del 2016, la chiesa è stata riaperta al pubblico nell'ottobre del 2023 al tempo del sindaco Cecilia Cesetti.

## Architettura ed interni

### Architettura
In confronto con le altre costruzioni moglianesi il Ferretti definisce "Potente e Superba" la struttura di Santa Maria che infatti si estende su un'area di m. 29x35.
La facciata originaria dell'oratorio presenta un elegante portale quattrocentesco con arco a tutto sesto modellato con motivi fitomorfi, con soprastante lunetta dipinta da Giovanni Angelo d’Antonio (Bolognola, 1415-1420 – 1481) raffigurante la Madonna col Bambino ed i SS. Rocco e Sebastiano. Questa porzione di edificio è oggi adibita a sagrestia, al disopra è possibile invece trovare il Museo d’arte sacra di Mogliano (MASM) ; mentre a destra si innalza la chiesa più grande completata nel XVIII secolo con facciata incompiuta.

### Interni
L'edificio religioso presenta 3 navate, sobriamente barocche, caratterizzate da linee classicheggianti, paragonabile per slanciata arditezza e robusta solidità a poche altre chiese dell'arcidiocesi fermana. All'interno gli altari laterali della chiesa riportano dipinti una Pietà (1789) di Alessandro Ricci da Fermo; un Beato Pietro di Mogliano si occupa dei concittadini appestati (1786) di Giovanni Battista Fabiani da Mogliano (1724-1791). Sono presenti anche una Madonna del Rosario dell'ambito di Girolamo Dente, raffigurante la B. Vergine in trono fra i santi Sebastiano e Stefano, contornati da 15 medaglioni, dipinti a rosoni, raffiguranti i misteri del rosario ed una Madonna di Loreto (1711) di Alessio Mancini (1671-1751), nipote di Pietro Simone Fanelli.
La chiesa è nota soprattutto per ospitare una pala d'altare della Madonna in Gloria di Lorenzo Lotto . L'opera venne commissionata nel 1547 dall'allora sindaco della chiesa Jacomo Boninfanti.
Il dipinto del Lotto raffigura Maria in Gloria (1548), nel registro superiore, mentre dal basso guardano in alto i Santi Giuseppe, Giovanni Battista, Maria Maddalena e Antonio di Padova. Si ritiene che i santi rappresentino rispettivamente quattro dei sacramenti della chiesa: matrimonio, battesimo, estrema unzione e confermazione ad esaltare il progetto della controriforma, che vedeva la necessità di esprimere il proposito della Chiesa di stimolare la funzione salvifica dei sacramenti. Il dipinto si trova inserito all'interno di una monumentale cornice progettata dal Lotto stesso e citata nel Libro di spese diverse dell'autore. 
L'oratorio, come detto in precedenza, è stato trasformato in un museo civico che espone manufatti provenienti da chiese chiuse o scomparse, tra cui una pregevole croce astile in argento attr. ad Antonio da Sant’Elpidio, 1420 ca. Tra i dipinti una Sacra Famiglia di Innocenzo Francucci e una Madonna col Bambino (1420 circa) in stile bizantino. Sono presenti varie statue e decorazioni religiose. Fra queste una scultura del XIX secolo con San Giovanni Battista del cartapestaio moglianese Giambattista Latini.
È inoltre presente una cappella denominata del "Sacro Cuore" la quale venne rinnovata nel 1923, dal cardinale moglianese Tacci Porcelli, allora segretario della congregazione per le chiese orientali, per opera dell'artista di Montegiorgio Nicola Achilli a cui si deve la decorazione a stucco della cappella di S. Giuseppe per la quale venne coinvolto Biagio Biagetti, direttore dei Musei Vaticani dal 1921.

## Galleria d'immagini

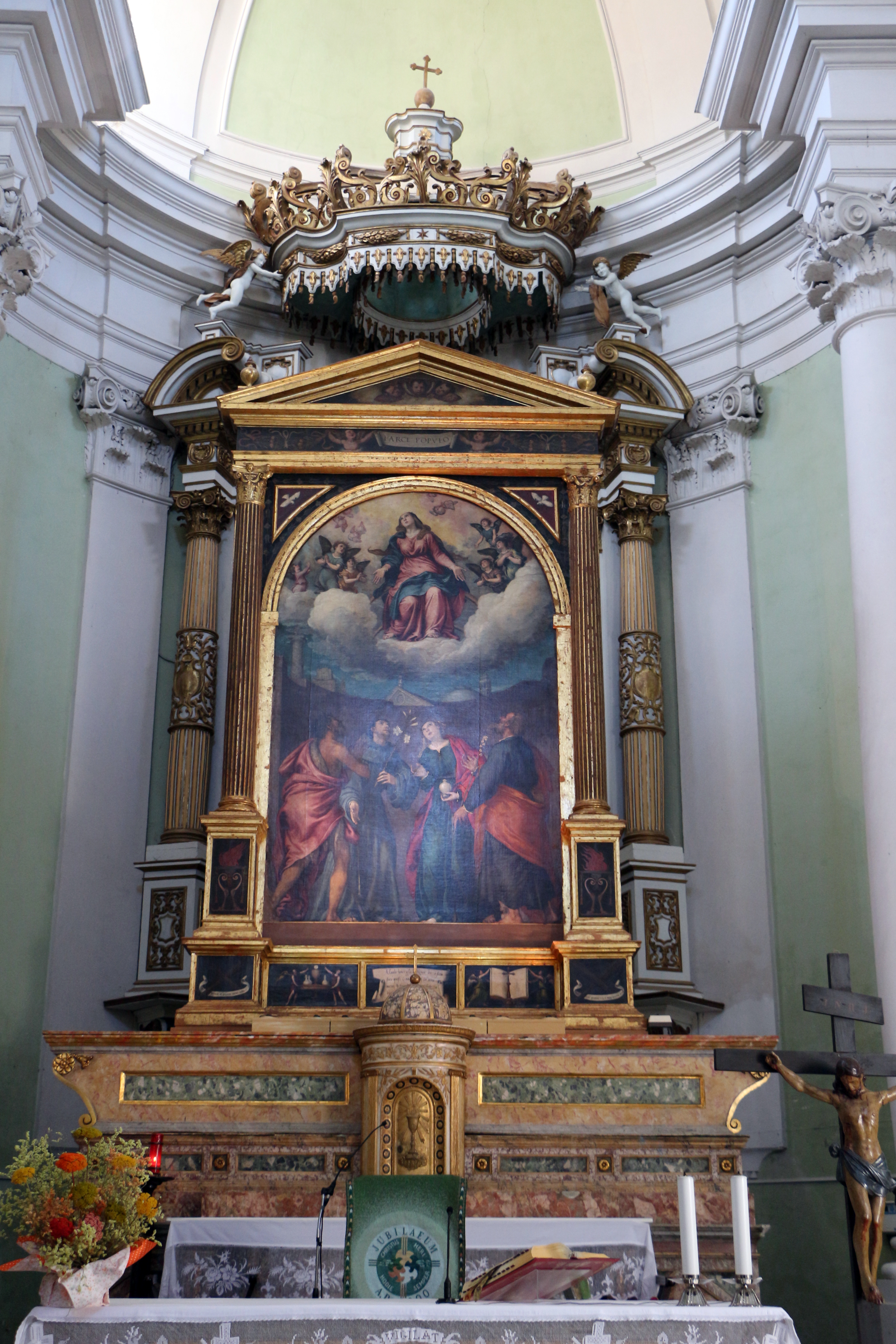
Madonna in Gloria, Lorenzo Lotto, 1548.
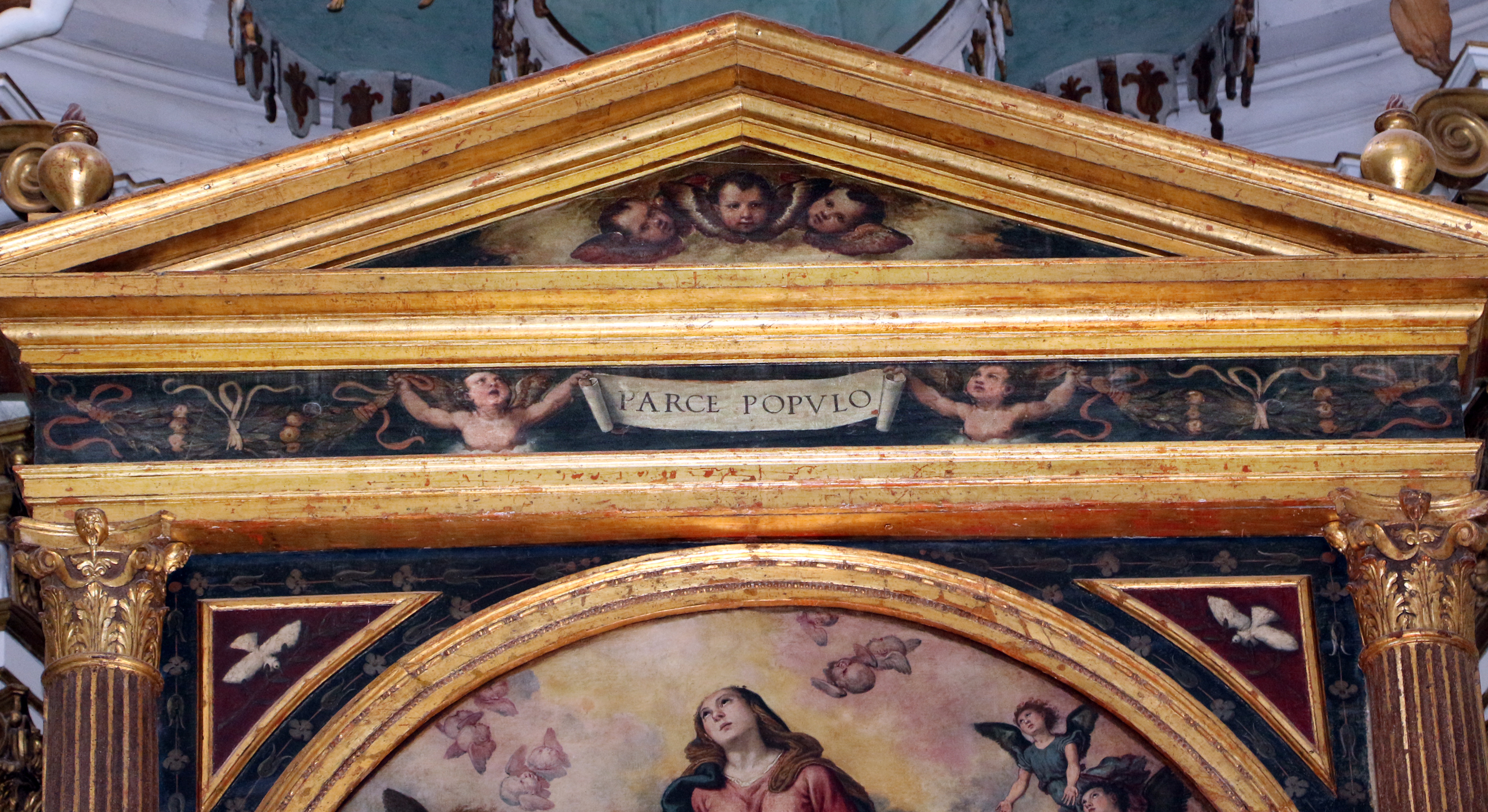
Dettaglio cornice Pala d'Altare (Parce Populo) che fa capire la vocazione dell'opera come ex voto per la fine della peste
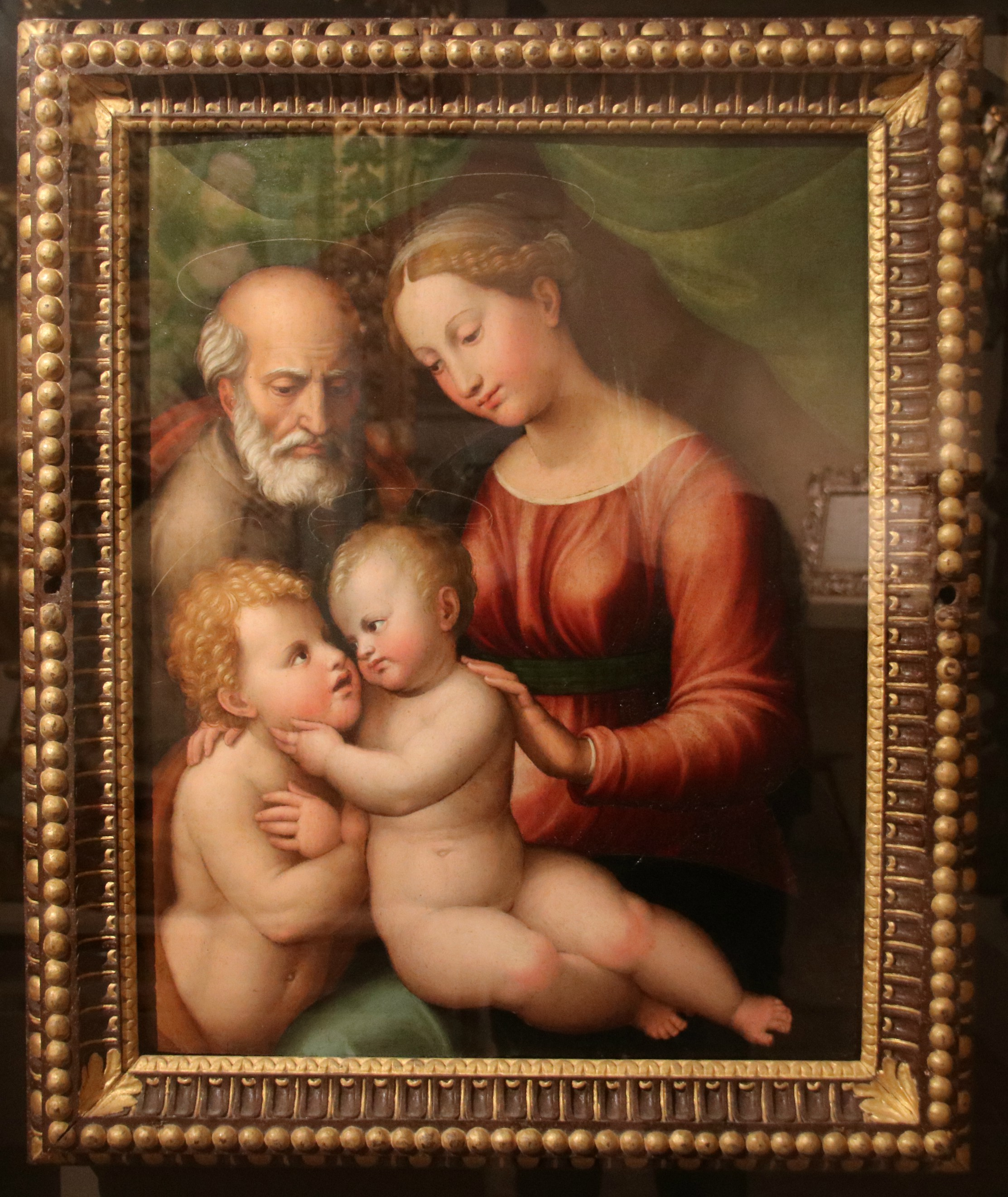
Sacra Famiglia Innocenzo da Imola, conservata oggi al Museo d'Arte Sacra (MASM), sopra l'oratorio
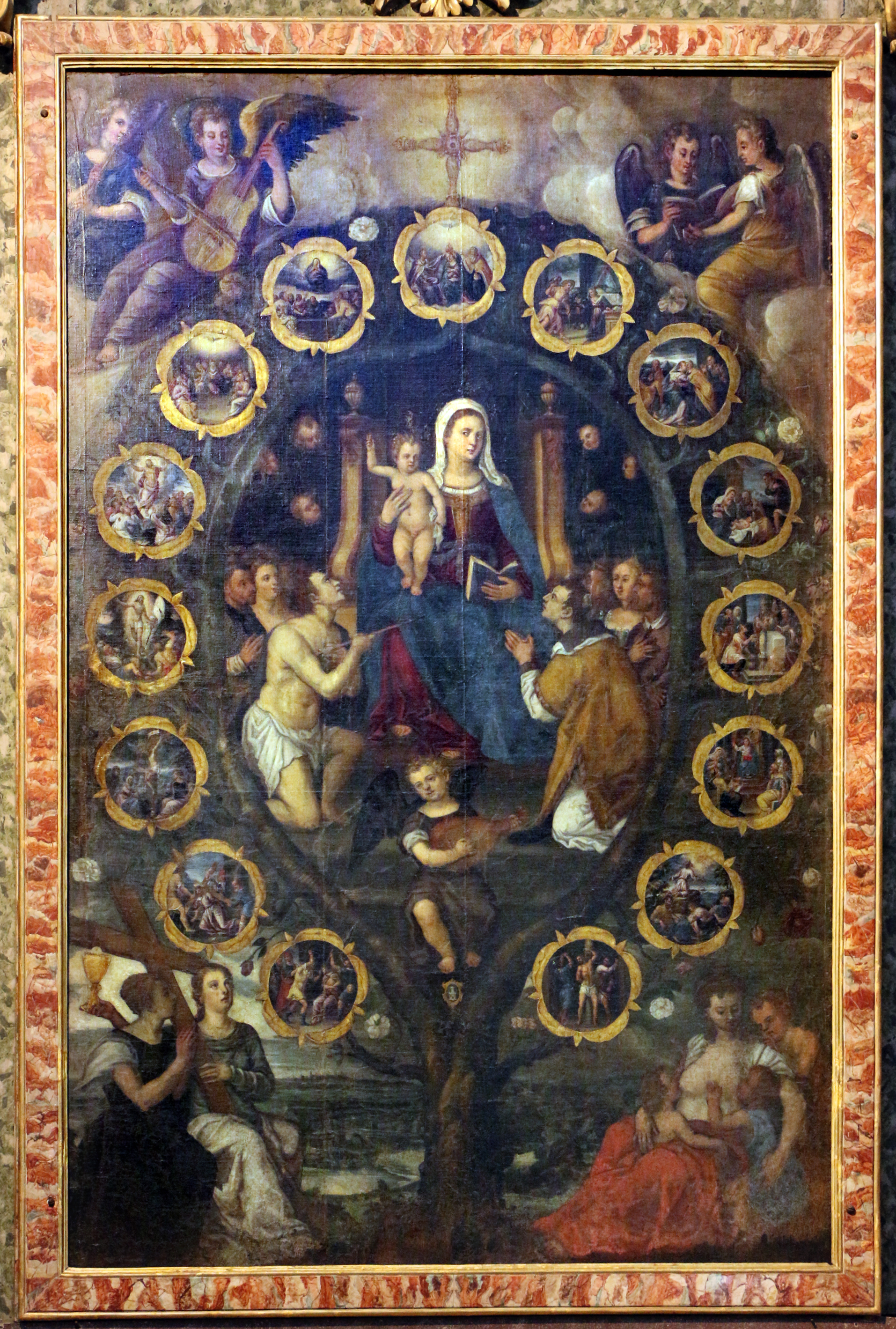
Madonna del Rosario scuola di Girolamo Dente; terzo altare navata sinistra.